# Vervins (quận)
Quận Vervins là một quận của Pháp, nằm ở tỉnh Aisne, in the Hauts-de-France. Quận này có 8 tổng và 130 xã. 

## Các đơn vị hành chính

### Các tổng
Các tổng của quận Vervins là: 
1. Aubenton
2. La Capelle
3. Guise
4. Hirson
5. Le Nouvion-en-Thiérache
6. Sains-Richaumont
7. Vervins
8. Wassigny

### Các xã
Các xã của quận Vervins, và mã INSEE là: 
| 1. Aisonville-et-Bernoville (02006)        | 2. Any-Martin-Rieux (02020)           | 3. Aubenton (02031)                     |
| 4. Audigny (02035)                         | 5. Autreppes (02040)                  | 6. Bancigny (02044)                     |
| 7. Barzy-en-Thiérache (02050)              | 8. Beaumé (02055)                     | 9. Bergues-sur-Sambre (02067)           |
| 10. Berlancourt (02068)                    | 11. Bernot (02070)                    | 12. Besmont (02079)                     |
| 13. Boué (02103)                           | 14. Braye-en-Thiérache (02116)        | 15. Bucilly (02130)                     |
| 16. Buire (02134)                          | 17. Buironfosse (02135)               | 18. Burelles (02136)                    |
| 19. Chevennes (02182)                      | 20. Chigny (02188)                    | 21. Clairfontaine (02197)               |
| 22. Coingt (02204)                         | 23. Colonfay (02206)                  | 24. Crupilly (02244)                    |
| 25. Dorengt (02269)                        | 26. Effry (02275)                     | 27. Englancourt (02276)                 |
| 28. Erloy (02284)                          | 29. Esquéhéries (02286)               | 30. Fesmy-le-Sart (02308)               |
| 31. Flavigny-le-Grand-et-Beaurain (02313)  | 32. Fontaine-lès-Vervins (02321)      | 33. Fontenelle (02324)                  |
| 34. Franqueville (02331)                   | 35. Froidestrées (02337)              | 36. Gercy (02341)                       |
| 37. Gergny (02342)                         | 38. Grand-Verly (02783)               | 39. Gronard (02357)                     |
| 40. Grougis (02358)                        | 41. Guise (02361)                     | 42. Hannapes (02366)                    |
| 43. Harcigny (02369)                       | 44. Hary (02373)                      | 45. Hauteville (02376)                  |
| 46. Haution (02377)                        | 47. Hirson (02381)                    | 48. Houry (02384)                       |
| 49. Housset (02385)                        | 50. Iron (02386)                      | 51. Iviers (02388)                      |
| 52. Jeantes (02391)                        | 53. La Bouteille (02109)              | 54. La Capelle (02141)                  |
| 55. La Flamengrie (02312)                  | 56. La Hérie (02378)                  | 57. La Neuville-Housset (02547)         |
| 58. La Neuville-lès-Dorengt (02548)        | 59. La Vallée-Mulâtre (02760)         | 60. La Vallée-au-Blé (02759)            |
| 61. Laigny (02401)                         | 62. Landifay-et-Bertaignemont (02403) | 63. Landouzy-la-Cour (02404)            |
| 64. Landouzy-la-Ville (02405)              | 65. Lavaqueresse (02414)              | 66. Le Hérie-la-Viéville (02379)        |
| 67. Le Nouvion-en-Thiérache (02558)        | 68. Le Sourd (02731)                  | 69. Lemé (02416)                        |
| 70. Lerzy (02418)                          | 71. Leschelle (02419)                 | 72. Lesquielles-Saint-Germain (02422)   |
| 73. Leuze (02425)                          | 74. Logny-lès-Aubenton (02435)        | 75. Lugny (02444)                       |
| 76. Luzoir (02445)                         | 77. Macquigny (02450)                 | 78. Malzy (02455)                       |
| 79. Marfontaine (02463)                    | 80. Marly-Gomont (02469)              | 81. Martigny (02470)                    |
| 82. Mennevret (02476)                      | 83. Molain (02488)                    | 84. Monceau-le-Neuf-et-Faucouzy (02491) |
| 85. Monceau-sur-Oise (02494)               | 86. Mondrepuis (02495)                | 87. Mont-Saint-Jean (02522)             |
| 88. Nampcelles-la-Cour (02535)             | 89. Neuve-Maison (02544)              | 90. Noyales (02563)                     |
| 91. Ohis (02567)                           | 92. Oisy (02569)                      | 93. Origny-en-Thiérache (02574)         |
| 94. Papleux (02584)                        | 95. Petit-Verly (02784)               | 96. Plomion (02608)                     |
| 97. Prisces (02623)                        | 98. Proisy (02624)                    | 99. Proix (02625)                       |
| 100. Puisieux-et-Clanlieu (02629)          | 101. Ribeauville (02647)              | 102. Rocquigny (02650)                  |
| 103. Rogny (02652)                         | 104. Romery (02654)                   | 105. Rougeries (02657)                  |
| 106. Sains-Richaumont (02668)              | 107. Saint-Algis (02670)              | 108. Saint-Clément (02674)              |
| 109. Saint-Gobert (02681)                  | 110. Saint-Martin-Rivière (02683)     | 111. Saint-Michel (02684)               |
| 112. Saint-Pierre-lès-Franqueville (02688) | 113. Sommeron (02725)                 | 114. Sorbais (02728)                    |
| 115. Thenailles (02740)                    | 116. Tupigny (02753)                  | 117. Vadencourt (02757)                 |
| 118. Vaux-Andigny (02769)                  | 119. Vervins (02789)                  | 120. Villers-lès-Guise (02814)          |
| 121. Voharies (02823)                      | 122. Voulpaix (02826)                 | 123. Vénérolles (02779)                 |
| 124. Wassigny (02830)                      | 125. Watigny (02831)                  | 126. Wimy (02833)                       |
| 127. Wiège-Faty (02832)                    | 128. Éparcy (02278)                   | 129. Étreux (02298)                     |
| 130. Étréaupont (02295)                    |                                       |                                         |